# Coleophora fergana
Coleophora fergana é uma espécie de mariposa do gênero Coleophora pertencente à família Coleophoridae.